# 대저 분기점
대저 분기점(大渚分岐點, Daejeo Junction, 대저JC)은 부산광역시 강서구 대저1동에 설치된 남해고속도로와 중앙고속도로가 만나는 분기점이다.
강서체육공원 부근에서는 나들목 역할도 병행하나, 남해고속도로에서는 부산방향 진입만 가능하고, 중앙고속도로에서는 춘천방향 진입과 부산방향 진출만 가능하다. 부산 시내에서 김해국제공항으로 진출하려는 경우에는 삼락 나들목을 이용하여야 한다. 부산 도시철도 3호선 체육공원역과 강서구청역 사이에 있으며, 이들 역으로 가장 빨리 갈 수 있는 나들목이다.

## 연혁
- 1992년 6월 27일 : 분기점 신설을 위해 부산 도시계획시설 교통광장에 강서구 대저동 일원을 대저 분기점으로 고시[1]
- 1996년 6월 28일 : 부산대구고속도로 대저 분기점 ~ 대동 분기점 구간 개통과 함께 영업 개시[2]
- 1999년 7월 1일 : 부산대구고속도로 삼락 나들목 ~ 대저 분기점(강서낙동강교) 구간 개통과 함께 분기점 선형 개량[3]

## 구조물 정보
직결램프가 포함된 클로버형 입체 교차로이며 중앙고속도로 부산(삼락) 방향에서 남해고속도로 부산(덕천) 방향으로 이어지는 램프가 직결형이다.
- 위치: 부산광역시 강서구 대저1동

## 접속하는 노선・도로

### 순천・부산방면
- 남해고속도로 (39번)

### 부산・춘천방면
- 중앙고속도로 (2번)[4]

### 대저방면
- 국도 제14호선 (낙동북로)
- 부산광역시도 제31호선 (공항로)
- 부산광역시도 제40호선 (낙동북로)